# Callopsylla semenovi
Callopsylla semenovi är en loppart som först beskrevs av Ioff 1936.  Callopsylla semenovi ingår i släktet Callopsylla och familjen fågelloppor. Inga underarter finns listade i Catalogue of Life.